# Eragisa lanifera
Eragisa lanifera är en fjärilsart som beskrevs av Walker 1858. Eragisa lanifera ingår i släktet Eragisa och familjen tandspinnare. Inga underarter finns listade i Catalogue of Life.